# Euphorbia arida
Euphorbia arida N.E.Br. es una especie de fanerógama perteneciente a la familia Euphorbiaceae.

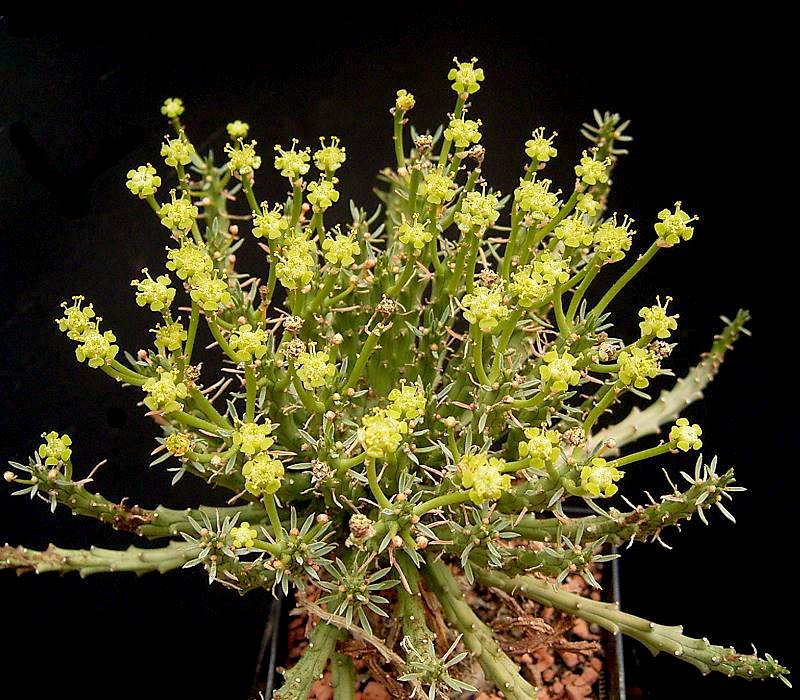
Planta en flor

## Descripción
Es un arbusto enano con tallos suculentos espinosos e inflorescencias sésiles. Tiene los caudex subterráneos, con 5 cm de espesor y ramas con persistentes pedúnculos. Alcanza un tamaño de 2 a 5 cm de altura.

## Distribución
Es endémica de Sudáfrica donde se encuentra en el sur del Estado Libre de Orange.

## Taxonomía
Euphorbia arida fue descrito por Nicholas Edward Brown y publicado en Flora Capensis 5(2): 319. 1915.
Etimología
Euphorbia: nombre genérico que deriva del médico griego del rey Juba II de Mauritania (52 a 50 a. C. - 23), Euphorbus, en su honor – o en alusión a su gran vientre – ya que usaba médicamente Euphorbia resinifera. En 1753 Carlos Linneo asignó el nombre a todo el género.
arida: epíteto latino que significa "árida, seca".